# 下平間 (川崎市)
下平間（しもひらま）は、神奈川県川崎市幸区の地名。丁目の設定がない単独町名。住居表示未実施区域。

## 地理
幸区の北部に位置し、東に古市場、南東に小向西町、南に古川町・塚越、南西に新塚越、北西に鹿島田、北に中原区上平間と接している。

### 字
稲荷耕地、宮前耕地、池渕耕地がある。

### 地価
住宅地の地価は、2025年（令和7年）1月1日時点の公示地価によれば、下平間字稲荷耕地97-5外の地点で45万5000円/m²となっている。

## 歴史

### 沿革
- 1924年（大正13年）7月1日 - 川崎市の市制・合併に伴い、橘樹郡御幸村大字下平間が川崎市に編入し、川崎市下平間となる。
- 1972年（昭和47年）4月1日 - 川崎市が政令指定都市の制定に伴い、幸区が新設。川崎市幸区下平間となる[5][6]。
- 2002年（平成12年） 字宮前耕地の一部（東芝ダイカスト跡地）が新塚越となる[6]。

## 世帯数と人口
2025年（令和7年）6月30日現在（川崎市発表）の世帯数と人口は以下の通りである。
| 大字   | 世帯数    | 人口    |
| ------ | --------- | ------- |
| 下平間 | 4,336世帯 | 7,954人 |

### 人口の変遷
国勢調査による人口の推移。
| 年                 | 人口  |
| ------------------ | ----- |
| 1995年（平成7年）  | 6,880 |
| 2000年（平成12年） | 6,522 |
| 2005年（平成17年） | 6,937 |
| 2010年（平成22年） | 7,207 |
| 2015年（平成27年） | 7,777 |
| 2020年（令和2年）  | 8,048 |

### 世帯数の変遷
国勢調査による世帯数の推移。
| 年                 | 世帯数 |
| ------------------ | ------ |
| 1995年（平成7年）  | 2,806  |
| 2000年（平成12年） | 2,862  |
| 2005年（平成17年） | 3,197  |
| 2010年（平成22年） | 3,547  |
| 2015年（平成27年） | 3,800  |
| 2020年（令和2年）  | 4,022  |

## 学区
市立小・中学校に通う場合、学区は以下の通りとなる（2025年4月時点）。
| 番・番地等                                               | 小学校               | 中学校             |
| -------------------------------------------------------- | -------------------- | ------------------ |
| 1〜2番                                                   | 川崎市立平間小学校   | 川崎市立平間中学校 |
| 250～283番 330～386番〔国道409号線の北側〕               | 川崎市立西御幸小学校 | 川崎市立塚越中学校 |
| 3～248番 255番〔国道409号線の南側〕 284～329番 387番以降 | 川崎市立下平間小学校 | 川崎市立塚越中学校 |

## 事業所
2021年（令和3年）現在の経済センサス調査による事業所数と従業員数は以下の通りである。
| 大字   | 事業所数  | 従業員数 |
| ------ | --------- | -------- |
| 下平間 | 306事業所 | 2,235人  |

### 事業者数の変遷
経済センサスによる事業所数の推移。
| 年                 | 事業者数 |
| ------------------ | -------- |
| 2016年（平成28年） | 311      |
| 2021年（令和3年）  | 306      |

### 従業員数の変遷
経済センサスによる従業員数の推移。
| 年                 | 従業員数 |
| ------------------ | -------- |
| 2016年（平成28年） | 2,230    |
| 2021年（令和3年）  | 2,235    |

## 交通
- 国道409号

北西部は鹿島田駅が至近である。町内には川崎市バス（川71、川81）、川崎鶴見臨港バス（川60）、東急バス（川31、川32、川33）が乗り入れる。

## 施設
- 川崎市立下平間小学校
- 川崎市消防局 幸消防署 平間出張所
- 幸警察署 下平間交番
- 川崎市石川記念武道館
- 川崎古市場郵便局[18]
- 横浜銀行 鹿島田支店[19]
- 川崎信用金庫 鹿島田支店[20]

## その他

### 日本郵便
- 郵便番号 : 212-0053[3]（集配局 : 川崎港郵便局[21]）

### 警察
町内の警察の管轄区域は以下の通りである。
| 番・番地等 | 警察署   | 交番・駐在所 |
| ---------- | -------- | ------------ |
| 全域       | 幸警察署 | 下平間交番   |